# What's Up, Tiger Lily?
What's Up, Tiger Lily? is een Amerikaanse komische film uit 1966, geregisseerd door Woody Allen en Senkichi Taniguchi.
Woody Allen nam de Japanse film International Secret Police: Key of Keys en zette er een andere geluidsband onder, waardoor hij het complete verhaal veranderde.

## Rolverdeling
| Acteur              | Personage             |
| ------------------- | --------------------- |
| Tatsuya Mihashi     | Phil Moscowitz        |
| Akiko Wakabayashi   | Suki Yaki             |
| Mie Hama            | Teri Yaki             |
| Tadao Nakamaru      | Shepherd Wong         |
| Susumu Kurobe       | Wing Fat              |
| Sachio Sakai        | Hoodlum               |
| Hideyo Amamoto      | Cobra Man             |
| Tetsu Nakamura      | Buitenlandse Minister |
| Osman Yusuf         | Gokker                |
| Kumi Mizuno         | Phils afspraak        |
| Woody Allen         | zichzelf              |
| Julie Bennett       | dubbing               |
| Frank Buxton        | dubbing               |
| Louise Lasser       | dubbing               |
| Len Maxwell         | dubbing               |
| Mickey Rose         | dubbing               |
| The Lovin' Spoonful | zichzelf              |